# Herméville-en-Woëvre
Herméville-en-Woëvre is een gemeente in het Franse departement Meuse (regio Grand Est) en telt 248 inwoners (2005). De plaats maakt deel uit van het arrondissement Verdun.

## Geografie
De oppervlakte van Herméville-en-Woëvre bedraagt 14,8 km², de bevolkingsdichtheid is 16,8 inwoners per km².

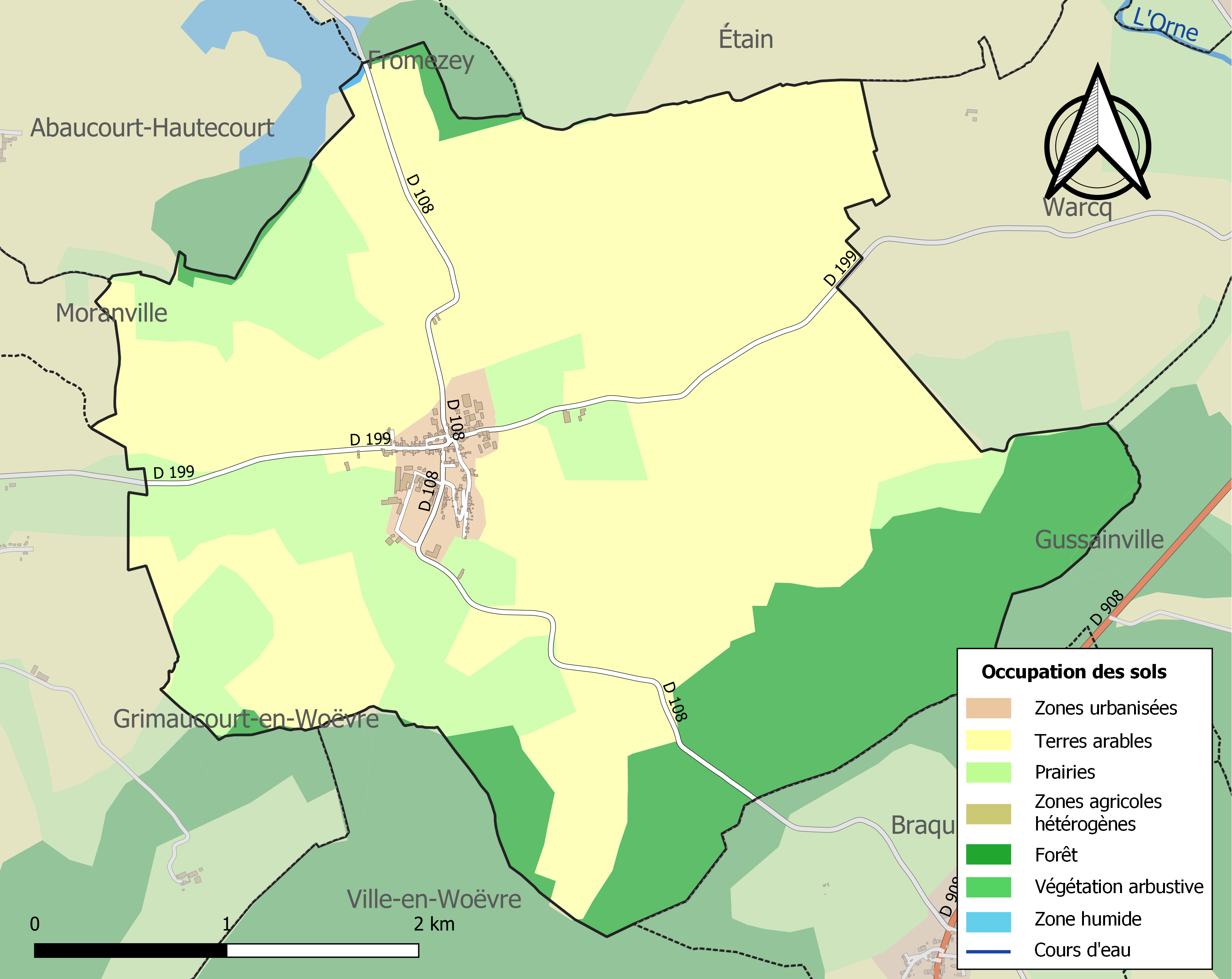
Kaart van de gemeente met de belangrijkste infrastructuur, bodemgebruik en omliggende gemeenten

## Demografie
Onderstaande figuur toont het verloop van het inwonertal (bron: INSEE-tellingen).